# Koningsdag 2024
Koningsdag 2024 was op 27 april 2024 een nationale feestdag in het Koninkrijk der Nederlanden ter ere van de 57ste verjaardag van koning Willem-Alexander, die op dezelfde dag valt. De koninklijke familie legde haar jaarlijkse bezoek aan een Nederlandse plaats bij deze editie af in het Drentse Emmen. Het is de eerste keer sinds het aantreden van Willem-Alexander in 2013 dat een Drentse plaats wordt bezocht met Koningsdag.
Het Koningsdagconcert vond dit jaar plaats op 22 april in het Atlas Theater. Onder anderen Remy van Kesteren, Rosa da Silva, Calefax en Daniël Lohues traden op.
Na de afwezigheid van prinses Alexia op Koningsdag 2023 vanwege haar studie, was het Koninklijk gezin weer volledig aanwezig op Koningsdag 2024 in Emmen. Koning Willem-Alexander, koningin Maxima en de prinsessen Amalia, Alexia en Ariane werden welkom geheten door Commissaris van de Koning Jetta Klijnsma en burgemeester Eric van Oosterhout. Van de koninklijke familie waren ook nog de prinsen Constantijn, Maurits, Bernhard, Pieter-Christiaan, Floris en hun echtgenotes aanwezig.